# Phyllobius maculicornis
Phyllobius maculicornis es una especie de escarabajo del género Phyllobius, familia Curculionidae. Fue descrita científicamente por Germar en 1824.
Se distribuye desde Europa hasta Siberia. Mide 4-6 milímetros de longitud. Vive en los arbustos.